# Minuma-ku
Minuma-ku (見沼区?) è uno dei 10 quartieri della città di Saitama, in Giappone.